# Triturus carnifex
Triturus carnifex е вид земноводно от семейство Саламандрови (Salamandridae). Видът не е застрашен от изчезване.

## Разпространение
Разпространен е в Австрия, Албания, Босна и Херцеговина, Гърция, Италия, Северна Македония, Словения, Сърбия, Унгария, Хърватия, Черна гора, Чехия и Швейцария. Внесен е във Великобритания, Нидерландия и Португалия (Азорски острови).

## Описание
Продължителността им на живот е около 11 години. Популацията на вида е намаляваща.